# Кастіадас
Кастіадас (італ. Castiadas, сард. Castiadas) — муніципалітет в Італії, у регіоні Сардинія,  провінція Кальярі.
Кастіадас розташований на відстані близько 390 км на південний захід від Рима, 34 км на схід від Кальярі.
Населення — 1613 осіб (2014).

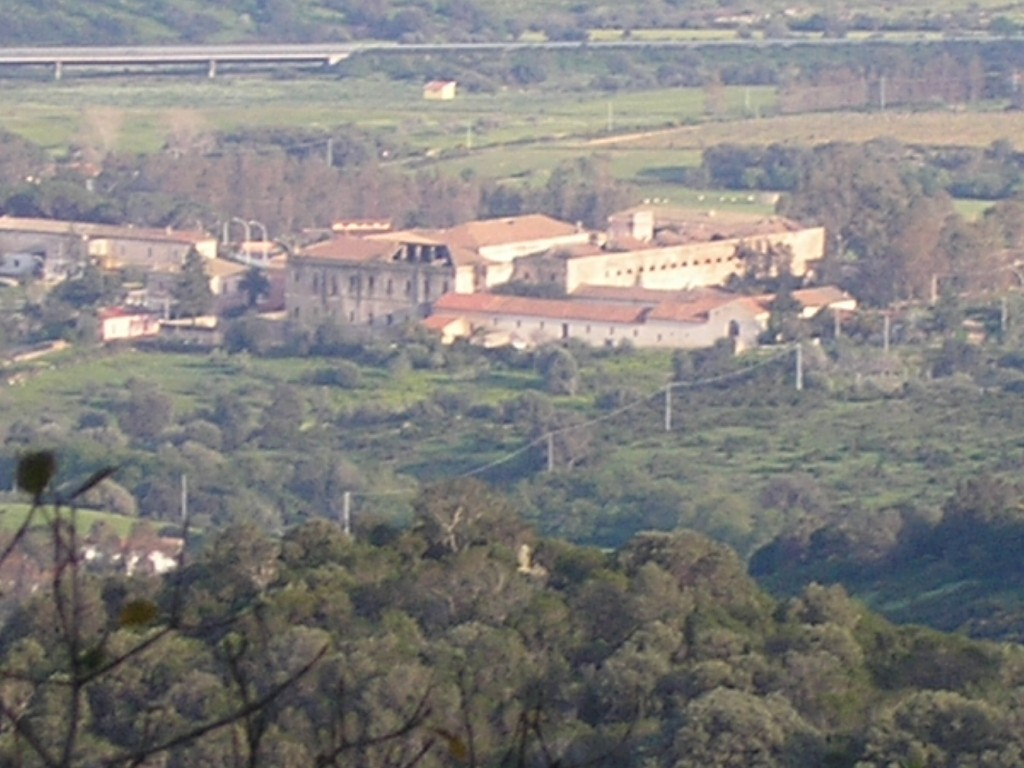

Щорічний фестиваль відбувається 24 червня. Покровитель — святий Іван Хреститель.

## Демографія
Населення за роками:

Станом на 1 січня 2023 року в муніципалітеті офіційно проживало 49 іноземців з 17 країн, серед них 25 громадян країн Євросоюзу та 3 громадяни України.

## Сусідні муніципалітети
- Маракалагоніс
- Муравера
- Сан-Віто
- Сіннаі
- Віллазімьюс